# Nocticola decaryi
Nocticola decaryi es una especie de cucaracha del género Nocticola, familia Nocticolidae. Fue descrita científicamente por Chopard en 1946.
Habita en Madagascar.